# مردگان متحرک: قدیسان و گناهکاران
مردگان متحرک: قدیسان و گناهکاران (انگلیسی: The Walking Dead: Saints & Sinners) یک بازی تیراندازی اول شخص واقعیت مجازی مخصوص عینک‌های آکیولوس ریفت و پلی‌استیشن وی‌آر برای پلتفرم‌های مایکروسافت ویندوز و پلی‌استیشن ۴ می‌باشد که توسط شرکت اسکای‌دنس مدیا در ژانویه ۲۰۲۰ منتشر شد. این بازی نامزد بهترین بازی واقعیت مجازی سال در مراسم جوایز بازی ۲۰۲۰ شد.